# Sport7
Sport7 е бивш български спортен телевизионен канал, собственост на „Краун Медия“.
Първоначално каналът стартира на 1 септември 2008 г. като ексклузивен канал в мрежата на кабелния оператор Кейбълтел. Излъчва италианската Серия А, испанската Примера дивисион, състезанията, включително свободните тренировки и квалификациите от Формула 1 и GP2, баскетболни срещи от NBA и други. Закрит е на 31 май 2009 г., тъй като кабелният оператор Кейбълтел се оттегля от поддръжката му.